# Cuarteles de los equipos participantes en la Copa Mundial de Fútbol de 2006
Durante la realización de la Copa Mundial de Fútbol de 2006 en Alemania, los 32 equipos participantes en el torneo se establecieron en "cuarteles", constituidos por recintos de alojamiento para los jugadores y acompañantes e instalaciones deportivas para entrenamientos.
De las localidades elegidas por los equipos, ninguna se ubica en los estados del Sarre ni de Schleswig-Holstein, mientras que solo dos equipos se establecen en territorios de la antigua RDA (Alemania en Berlín y Ucrania en Potsdam).
| Equipo              | Ciudad                                        | Hotel                              | Entrenamiento                                         |
| ------------------- | --------------------------------------------- | ---------------------------------- | ----------------------------------------------------- |
| Alemania            | Berlín                                        | Schlosshotel Grunewald             | Estadio amateur del Hertha BSC Berlin Estadio Mommsen |
| Angola              | Celle Baja Sajonia                            | Ringhotel Celler Tor               | Estadio Günther Volker                                |
| Arabia Saudita      | Bad Nauheim Hesse                             | Hotel Dolce                        | Waldstadion Bad Nauheim                               |
| Argentina           | Herzogenaurach Baviera                        | Hotel Herzogspark                  | Estadio Adidas                                        |
| Australia           | Zweiflingen Baden-Württemberg                 | Schlosshotel                       | Estadio Otto Meister en Öhringen                      |
| Brasil              | Königstein im Taunus Hesse                    | Kempinski Hotel Falkenstein        | Instalaciones deportivas de Alt Königblick            |
|                     | Bergisch Gladbach Renania del Norte-Westfalia | Schlosshotel Lerbach               |                                                       |
| Corea del Sur       | Bergisch Gladbach Renania del Norte-Westfalia | Grandhotel Schloss Bensberg        | BayArena en Leverkusen                                |
| Costa de Marfil     | Niederkassel Renania del Norte-Westfalia      | Klostermannshof                    | Estadio Agger                                         |
| Costa Rica          | Walldorf Baden-Württemberg                    | Holiday Inn Heidelberg-Walldorf    | Estadio Dietmar Hopp en Sinsheim-Hoffenheim           |
| Croacia             | Bad Brückenau Baviera                         | Dorint Resort & Spa                | Estadio Hans Pfister                                  |
| Ecuador             | Bad Kissingen Baviera                         | Hotel Bristol                      | Estadio Weserstadion                                  |
| España              | Kamen Renania del Norte-Westfalia             | Escuela deportiva Kaiserau         | Instalaciones deportivas de Kaiserau                  |
| Estados Unidos      | Hamburgo                                      | Royal Hyatt Hotel                  | Instalaciones deportivas del Hamburger SV             |
| Francia             | Aerzen Baja Sajonia                           | Schlosshotel Münchhausen           | Estadio Weserbergland en Hameln                       |
| Ghana               | Würzburg Baviera                              | Hotel Maritim                      | Estadio Dallenberg                                    |
| Inglaterra          | Bühl Baden-Württemberg                        | Schlosshotel Bühlerhöhe            | Estadio Mittelberg                                    |
| Irán                | Friedrichshafen Baden-Württemberg             | Ringhotel Krone                    | Instalaciones deportivas del VfB Friedrichshafen      |
| Italia              | Duisburg Renania del Norte-Westfalia          | Landhaus Milser                    | Instalaciones deportivas del MSV Duisburg             |
| Japón               | Bonn Renania del Norte-Westfalia              | Hilton Hotel                       | Sportpark Nord                                        |
| México              | Gotinga Baja Sajonia                          | Hotel Freizeit Inn                 | Jahnstadion                                           |
| Países Bajos        | Hinterzarten Baden-Württemberg                | Parkhotel Adler                    | Estadio Badenova en Friburgo de Brisgovia             |
| Paraguay            | Oberhaching Baviera                           | Escuela deportiva de Oberhaching   | Instalaciones deportivas de Oberhaching               |
| Polonia             | Barsinghausen Baja Sajonia                    | Escuela deportiva de Barsinghausen | Instalaciones deportivas de Barsinghausen             |
| Portugal            | Marienfeld Renania del Norte-Westfalia        | Sporthotel Klosterpforte           | Estadio Heidewald Gütersloh                           |
| República Checa     | Westerburg Renania-Palatinado                 | Lindner Hotel                      | Instalaciones deportivas del hotel                    |
| Serbia y Montenegro | Billerbeck Renania del Norte-Westfalia        | Hotel Weißenburg                   | Instalaciones deportivas de Billerbeck                |
| Suecia              | Bremen                                        | Park-Hotel                         | Weserstadion                                          |
| Suiza               | Bad Bertrich Renania-Palatinado               | Kurhotel Fürstenhof                | Estadio Ueßbachtal                                    |
| Togo                | Wangen im Allgäu Baden-Württemberg            | Hotel Waltersbühl                  | Estadio Allgäu en Wangen                              |
| Trinidad y Tobago   | Rotenburg Baja Sajonia                        | Landhaus Wachtelhof                | Estadio In der Ahe                                    |
| Túnez               | Schweinfurt Baviera                           | Mercure Hotel                      | Estadio Willy Sachs                                   |
| Ucrania             | Potsdam Brandemburgo                          | Seminaris Seehotel                 | Estadio Luftschiffhafen                               |
| Árbitros            | Neu Isenburg Hesse                            | Hotel Kempinski Gravenbruch        | Estadio de la ciudad de Neu-Isenburg                  |

1. ↑  Durante la primera ronda se estableció en Königstein im Taunus. En octavos de final, se trasladó a Bergisch Gladbach